# Черемушкинський трамвай
Черемушкинський трамвай — діюча трамвайна мережа у селищі Черемушки, Росія. Єдиний в Росії трамвай, де проїзд є безкоштовним.
Була відкрита 18 травня 1991 року.
В системі одна лінія, обслуговуюча єдиний маршрут: Саяно-Шушенська ГЕС — Друга тераса.
Лінія була побудована для перевезення працівників СШГЕС, що проживають в Черемушках, однак прижилася і для звичайних жителів селища.
Належить і обслуговується одним з підрозділів ВАТ «Саяно-Шушенський гідроенергоремонт».

## Опис системи
Сучасна трамвайна лінія була спочатку тимчасовою залізницею Абакан — СШГЕС, по якій доставляли будматеріали та спецобладнання, а також курсував один пасажирський поїзд ДР1 для транспортування будівельників. Після пуску гідроелектростанції лінію на дистанціїСаяногорськ — Черемушки розібрали, залишивши одноколійну дистанцію від Другої тераси в Черемушках до СШГЕС, електрифікували і по ньому пустили трамвай.
Лінія не має розворотних кілець, роз'їздів або оборотних тупиків, тому пікові ранковий і вечірній рейси виконуються трьома вагонами, що прямують один за одним тобто одночасно на лінію виходять максимум три вагони з шести. Середній ремонт проводиться своїми силами на території трамвайної дільниці що належить ВАТ «Саяно-Шушенський гідроенергоремонт». Капітальний ремонт в будівлі Саяно-Шушенської ГЕС.
Єдиний маршрут проходить лінію за 15 хвилин і обертається туди-назад за 1:00. Строго витримується тактовий розклад руху. Перший рейс відправляється з депо в житлове містечко о 6:15 ранку, останній відправляється в депо о 20:00. Трамвайна лінія працює щоденно. По вихідних днях виконується тільки 3 рейси до перезмінки на ГЕС.

## Рухомий склад
У господарстві черемушкинської мережі — шість двосторонніх, двокабінних вагонів 71-88Г на базі ЛМ-68М, побудованих в Санкт-Петербурзі спеціально для Черемушек.

## Ресурси Інтернету
- Черёмушкинский трамвай на «Сайте о железной дороге» Сергея Болашенко
- Черёмушкинский трамвай [Архівовано 25 травня 2016 у Wayback Machine.] Описание сети в блоге Александра Головко. [Архівовано 20 листопада 2016 у Wayback Machine.]